# Ел Фатиха
Ел Фатиха (арап. الفاتحة - "Отварање" или "Приступ"), такођер и "Мајка књига" или "Лијек", је прва поглавље (сура) у Курану. Има седам ајета, у којима се исказује молба Алаху за упућивање на прави пут и заштита од зла. Ова сура има посебну улогу у животу вјерника муслимана, јер се учи на сваком рекату намаза. Објављена је у Меки.

## Вриједности Фатихе
Једне прилике је Мухамед позвао Убеја ибн Ка'аба и рекао му: "Хоћеш ли да те упознам са суром која није објављена никад прије ни у Теврату (Тора) ни у Инђилу (Јеванђељу) ни у Зебуру (Псалмима) ни у Фуркану (Кур'ан)"? "Да" Рекао је Ка'аб. "Она што је учиш у намазу". Ка'аб му је проучио Фатиху а он је рекао "Тако ми Оног у чијој је руци моја душа, Алах није објавио ни једну суру сличну овој ни у Теврату (Тора) ни у Инђилу (Еванђељу) ни у Зебуру (Псалмима) ни у Фуркану (Кур'ан). То је "себ'а семани" (седам ајета који се понављају)

## Изворни текст и превод
| #     | Арапски                                              |                                                                               | Српски |
| ----- | ---------------------------------------------------- | ----------------------------------------------------------------------------- | --- |
| 1.    | بسم الله الرحمن الرحيم                               | bismi'Llāhi'r-Rahmāni'r-Rahīm                                                 | У име Алаха, Милостивог, Самилосног                                                                                   |
| 2.    | الحمد لله رب العلمين                                 | al-hamdu li'Llāhi Rabbi'l-ālamīn                                              | Тебе, Алаха, Господара свјетова, хвалимо,                                                                             |
| 3.    | الرحمن الرحيم                                        | ar-Rahmāni'r-Rahīm                                                            | Милостивог, Самилосног,                                                                                               |
| 4.    | ملك يوم الدين                                        | Māliki yawmi'd-dīn                                                            | Владара Дана судњег,                                                                                                  |
| 5.    | اياك نعبد واياك نستعين                               | iyyāKa na'budū wa iyyāKa nasta'īn                                             | Теби се клањамо и од Тебе помоћ тражимо!                                                                              |
| 6.    | اهدنا الصرط المستقيم                                 | ihdinā's sirāta'l-mostaqīm                                                    | Упути нас на прави пут,                                                                                               |
| 7.    | صرط الذين انعمت عليهم غير المغضوب عليهم ولا الضالين< | sirāta'l-ladhīna an'amta 'alayhim ghayri'l-maghdūbi 'alayhim wa-la'dh-dhāllīn | на пут оних којима си милост Своју даровао, а не оних који су против себе срџбу изазвали, нити оних који су залутали! |
| [ 2 ] |                                                      |                                                                               | |